# Кинкл, Кип
Кипленд «Кип» Филип Кинкл (англ. Kipland Philip «Kip» Kinkel, род. 30 августа 1982 года) — американский преступник, который в возрасте пятнадцати лет 20 мая 1998 года убил своих родителей, а на следующий день устроил расстрел в школе города Спрингфилд, штат Орегон, застрелив двоих учеников и ранив 24. В настоящее время находится в тюрьме, приговорён к пожизненному сроку в тюрьме без права на условно-досрочное освобождение.

## Биография

### Ранняя жизнь
Кип Кинкл родился в Спрингфилде у Билла Кинкла и Фэй Зурански. Его родители были преподавателями испанского языка (Фэй преподавала в средней школе Спрингфилда, Билл — в колледже Лэйн Комьюнити). У Кипа была старшая сестра Кристин. Когда Кипу было 6 лет, его семья на целый год уехала в Испанию, где Кип пошёл в неанглоязычную школу, из-за чего, по словам его родителей, противился учебному процессу. Вернувшись в Орегон, Кинкл поступил в начальную школу «Уотервилль» в Спрингфилде. Там учителя посчитали Кипа недостаточно развитым физически и эмоционально, и по их совету родители сделали так, что Кипу заново пришлось проходить программу первого класса. В четвёртом классе ему поставили диагноз «дислексия» и перевели в специальный класс. Он был фанатом группы Nine Inch Nails и Мэрилина Мэнсона; песня Мэнсона «The Reflecting God» была его любимой.
У Кипа периодически возникали проблемы с законом. Он был арестован в конце 1996 года за кражу компакт-дисков в магазине. 4 января 1997 года его снова арестовали за то, что он вместе со своими друзьями кидал камни в машины, проезжавшие по шоссе. После второго ареста Кипа проверил психиатр, поставивший мальчику диагноз «клиническая депрессия».
Кинкл с детства увлекался огнестрельным оружием и взрывчатыми веществами. Отец по совету психолога Джеффри Хикса подарил пятнадцатилетнему Кипу винтовку 22 калибра и 9-миллиметровый пистолет.

### Покупка оружия
Друг Кипа Кори Эверт украл пистолет у отца Скотта Кини, одного из его друзей, и договорился продать оружие Кинклу ночью. Кинкл заплатил $110 за пистолет Beretta 92 и дополнительные 9 патронов. Оружие Кинкл положил в бумажный пакет, который спрятал в школьный шкафчик. Когда Кини узнал о пропаже, он составил список подозреваемых, в котором не указал имя Кипа. Однако вскоре Кинкл попал под подозрение и был подвергнут допросу, на котором сказал: «Я собираюсь быть с вами откровенным, ребята: пистолет в моем шкафчике». Часом позже он и Эверт были арестованы. Кинкл был освобождён, так как начал сотрудничать с полицией, и был отвезён домой. При этом его всё же, как и Эверта, исключили из школы.

### Убийство родителей
20 мая 1998 года Кинкла исключили из школы. Дома отец сказал ему, что его отправят в интернат, если он не исправится.
В 15:30 Кип вытащил свою винтовку, спрятанную в комнате родителей, зарядил её, прошёл на кухню и застрелил отца. В 18:00 вернулась мать. Когда она поднималась из гаража, Кинкл сказал ей, что любит её, и выстрелил в неё — дважды в затылок, трижды в лицо и один раз в сердце. Позже он утверждал, что хотел защитить своих родителей от затруднений, которые могли быть у них из-за его исключения из школы и из-за его проблем с законом.
Тело матери Кинкл убрал в гараж, а тело отца — в ванную комнату. Всю ночь он слушал одну и ту же песню из фильма «Ромео + Джульетта».

### Бойня в школе
21 мая 1998 года Кинкл приехал в школу на «форде» своей матери. Он надел длинный дождевик, чтобы скрыть оружие: охотничий нож, самозарядную винтовку и два пистолета, 9-мм Glock 19 и Ruger Мк II 22 калибра. Также с собой у подростка было более 1100 патронов к оружию. Он припарковался в двух кварталах от школы и пешком дошёл до входа.
Зайдя в здание около 7:55 утра, Кинкл тут же открыл огонь из винтовки и убил 17-летнего ученика Бена Уокера, а также ранил его друга Райана Атбери. Затем Кип Кинкл забежал в школьную столовую, где в тот момент находилось около 300 учеников, и открыл беспорядочную стрельбу по завтракавшим ученикам. От огня погиб 16-летний Майкл Николосон и были ранены ещё 23 человека. Выпустив все 48 оставшихся в магазине патронов, 37 из которых попали в учеников, Кинкл начал перезаряжать винтовку. В тот же самый момент раненый Джейкоб Райкер перехватил его руку, однако убийца сумел освободить её и, достав Glock, произвёл выстрел в Райкера. Кинкл попытался скрыться, однако ещё один ученик перехватил его за ногу. В общей сложности на Кипа навалилось 7 учеников школы, которые удерживали его до прибытия полицейских на место.

## Разбирательство и суд
В полицейском участке Кинкл вёл себя неадекватно и бросился на офицера полиции с криком «Застрели меня!». Офицер использовал перцовый спрей и отбился от Кипа. Он позже признался, что не собирался стрелять в школе и хотел покончить с собой сразу после убийства родителей, но не смог заставить себя сделать это.
Психиатры хоть и заявили, что на момент совершения убийств у подсудимого было небольшое расстройство психики, но всё же он отдавал отчёт в своих действиях.
24 сентября 1999 года Кип Кинкл признал себя виновным в умышленном убийстве четырёх человек и нанесении тяжких телесных повреждений ещё 24 людям, а также в незаконном ношении огнестрельного оружия. Это позволило ему избежать смертной казни.
11 ноября 1999 года Кинкл был приговорён к пожизненному тюремному сроку без права на досрочное освобождение. После вынесения приговора Кинкл принёс извинения суду за убийства своих родителей и учеников школы.
В июне 2007 года Кинкл подал апелляцию, и его адвокат заявил, что тот болен шизофренией и нуждается в лечении, однако суд оставил приговор без изменений в августе того же года.
12 января 2011 года очередное прошение о пересмотре дела было отклонено.
В 2018 и 2020 годах на фоне пересмотра федеральным правительством нескольких приговоров преступникам, осуждённым будучи несовершеннолетними, Кинкл подавал апелляцию на пересмотр приговора сначала в верховный суд штата Орегон, а затем и в верховный суд США, где просил предоставить ему право просить о досрочном освобождении по отбытии 25 лет заключения, ссылаясь на то, что он совершил преступления будучи несовершеннолетним, однако обе инстанции отклонили прошение, оставив приговор без изменений.
11 июня 2007 Кинкл был переведён из тюрьмы «MacLaren Correctional Facility» в особо охраняемую тюрьму наивысшего уровня «Oregon Department of Corrections», где и отбывает в настоящее время своё наказание. В 2007 году его даже навестили представители местной газеты, которым он дал интервью.
Большинство людей против освобождения, полагая, что, выйдя на свободу, преступник будет опасен.